# Juan Rodríguez (wioślarz)
Juan Antonio Rodríguez Iglesias (ur. 9 lipca 1928 w Dolores, zm. 27 września 2019 w Paysandú) – urugwajski wioślarz, dwukrotny brązowy medalista olimpijski.
Wystąpił na igrzyskach olimpijskich w Londynie w 1948, gdzie wspólnie z Williamem Jonesem wywalczył brązowy medal w dwójkach podwójnych. W finale o 21,1 sekundy przegrali z Brytyjczykami, a o 17,1 sekundy wyprzedzili ich Duńczycy. Na rozgrywanych cztery lata później igrzyskach olimpijskich w Helsinkach wspólnie z Miguelem Seijasem zdobył kolejny brązowy medal. Tym razem o 11,5 sekundy szybsi byli Argentyńczycy, a o 5,4 sekundy lepsza była osada ZSRR.
Ponadto na igrzyskach panamerykańskich w Meksyku w 1955 roku zdobył srebrny medal w jedynce.